# Get Sleazy Tour
Get Sleazy Tour (estilizado como Get $leazy Tour) foi a primeira turnê mundial, da artista musical estadunidense Kesha, em suporte do seu primeiro seu extended play (EP), Cannibal. Anunciada oficialmente no dia 8 de Novembro de 2010, a digressão visitou os continentes americano, australiano e europeu. Estava programado para passar pela Ásia, porém devido ao sismo e tsunami de Tohoku de 2011, os shows foram cancelados e jamais remarcados.

## Informações
Anunciada a 8 de Novembro de 2010, através do site oficial da cantora, sucede à participação de Kesha, na abertura dos concertos na América do Norte, da turnê de Rihanna, Last Girl on Earth Tour, e à sua própria digressão promocional na Europa em suporte do seu álbum de estreia Animal.

## Complicações
As incertezas sobre a segurança no Japão, levaram Kesha a desmarcar os shows marcados no país, neste final de março. A "Get $leazy Tour" passaria pela Nagoya, Azuma Miyako e Handai, entre os dias 22 e 25 deste mês, mas as datas tiveram de ser adiadas.
"Meu coração está com o Japão, agora neste momento de desastre e dificuldades. Eu realmente não acho que agora, seria o momento adequado para eu realizar meu show no Japão, dado o conteúdo e o espírito do meu show, que é todo sobre exuberante, desordeiro e selvagem. Pretendo levar a minha festa, para aquela parte do mundo, quando todos nós estivermos prontos para dançar. Enquanto isso, eu vou fazer tudo que posso, para ajudar os esforços de ajuda e eu encorajo a todos no mundo, a fazerem o mesmo", disse a cantora em nota oficial. 

## Alinhamento
1. "Sleazy"
2. "Take It Off"
3. "Dirty Picture"
4. "Blow"
5. "Blah Blah Blah"
6. "Cannibal"
7. "The Harold Song"
8. "C U Next Tuesday"
9. "Animal"
10. "Dinosaur"
11. "Grow a Pear"
12. "Your Love Is My Drug"
13. "Tik Tok"
14. "We R Who We R"

## Datas
| América do Norte        |                       |                |                                       |
| 15 de Fevereiro de 2011 | Portland              | Estados Unidos | Crystal Ballroom                      |
| 16 de Fevereiro de 2011 | Seattle               | Estados Unidos | ShowBox at Maket Square               |
| 19 de Fevereiro de 2011 | Denver                | Estados Unidos | Fillmore Auditorium                   |
| 20 de Fevereiro de 2011 | Kansas City           | Estados Unidos | Uptown Theater                        |
| 22 de Fevereiro de 2011 | St. Louis             | Estados Unidos | The Pageant Concert NightClub         |
| 24 de Fevereiro de 2011 | Chicago               | Estados Unidos | House of Blues                        |
| 26 de Fevereiro de 2011 | Detroit               | Estados Unidos | Civic Palladium                       |
| Oceania                 |                       |                |                                       |
| 3 de Março de 2011      | Brisbane              | Austrália      | Brisbane River Stage Concert Grounds  |
| 5 de Março de 2011[A]   | Brisbane              | Austrália      | Doomben Racecourse                    |
| 6 de Março de 2011[A]   | Joondalup             | Austrália      | Arena Joondalup                       |
| 7 de Março de 2011      | Perth                 | Austrália      | Challenge Stadium                     |
| 9 de Março de 2011      | Melbourne             | Austrália      | Festival Concert Hall                 |
| 10 de Março de 2011     | Sydney                | Austrália      | Hordern Pavilion                      |
| 12 de Março de 2011[A]  | Sydney                | Austrália      | Randwick Racecourse                   |
| 13 de Março de 2011[A]  | Melbourne             | Austrália      | Flemington Racecourse                 |
| 14 de Março de 2011[A]  | Adelaide              | Austrália      | Rymill Park                           |
| 16 de Março de 2011     | Adelaide              | Austrália      | Adelaide Entertainment Centre         |
| América do Norte        |                       |                |                                       |
| 1 de Abril de 2011      | Rochester             | Estados Unidos | College State Gymnasium               |
| 5 de Abril de 2011      | Dayton                | Estados Unidos | Ervin J. Nutter Center                |
| 6 de Abril de 2011      | Toronto               | Canadá         | The Guvernment NightClub              |
| 12 de Abril de 2011     | Boston                | Estados Unidos | House of Blues                        |
| 13 de Abril de 2011     | Nova York             | Estados Unidos | Roseland Ballroom                     |
| 15 de Abril de 2011     | Williamsport          | Estados Unidos | LC Recreation Center                  |
| 16 de Abril de 2011     | Clarion               | Estados Unidos | Clarion University Hall               |
| 19 de Abril de 2011     | Charlotte             | Estados Unidos | The Fillmore Theatre                  |
| 20 de Abril de 2011     | Atlanta               | Estados Unidos | City Center Hall                      |
| 22 de Abril de 2011     | Orlando               | Estados Unidos | House of Blues                        |
| 23 de Abril de 2011     | Orlando               | Estados Unidos | House of Blues                        |
| 25 de Abril de 2011     | Tulsa                 | Estados Unidos | Brandy Theater                        |
| 26 de Abril de 2011     | Dallas                | Estados Unidos | House of Blues                        |
| 29 de Abril de 2011     | Houston               | Estados Unidos | Verizon Wireless Theater              |
| 3 de Maio de 2011       | Reno                  | Estados Unidos | Grand Theatre                         |
| 4 de Maio de 2011       | São Francisco         | Estados Unidos | Warfield Theatre                      |
| 6 de Maio de 2011       | Los Angeles           | Estados Unidos | Hollywood Palladium                   |
| 7 de Maio de 2011       | Las Vegas             | Estados Unidos | Pearl Palms Theatre                   |
| 13 de Maio de 2011      | Chula Vista           | Estados Unidos | Cricket Wireless Amphitheater         |
| 14 de Maio de 2011      | Los Angeles           | Estados Unidos | Staples Center                        |
| 15 de Maio de 2011      | West Sacramento       | Estados Unidos | Raley Field                           |
| Europa                  |                       |                |                                       |
| 23 de Junho de 2011     | Glastonbury           | Reino Unido    | Festival de Glastonbury               |
| 24 de Junho de 2011     | Glastonbury           | Reino Unido    | Festival de Glastonbury               |
| 01 de Julho de 2011     | Werchter              | Bélgica        | Rock Werchter                         |
| 3 de Julho de 2011      | Birmingham            | Reino Unido    | Birmingham Academy                    |
| 6 de Julho de 2011      | Karlskoga             | Suécia         | PIP Festival                          |
| 9 de Julho de 2011      | Kinross               | Escócia        | T in the Park                         |
| 11 de Julho de 2011     | Manchester            | Reino Unido    | Manchester Apollo                     |
| 13 de Julho de 2011     | Londres               | Reino Unido    | Hammersmith Apollo                    |
| América do Norte        |                       |                |                                       |
| 26 de Julho de 2011     | Harrington            | Estados Unidos | Delaware State Fair                   |
| 28 de Julho de 2011     | Columbus              | Estados Unidos | Ohio State Fair                       |
| 30 de Julho de 2011     | Duluth                | Estados Unidos | Gwinnet Center                        |
| 31 de Julho de 2011     | Nashville             | Estados Unidos | Municipal Auditorium                  |
| 02 de Agosto de 2011    | Houston               | Estados Unidos | Cynthia Woods Mitchell Pavilion       |
| 03 de Agosto de 2011    | Austin                | Estados Unidos | Cedar Park Center                     |
| 04 de Agosto de 2011    | Dallas                | Estados Unidos | Gexa Energy Pavillion                 |
| 07 de Agosto de 2011    | Miami                 | Estados Unidos | Bayfront Park Amphitheater            |
| 09 de Agosto de 2011    | Raleigh               | Estados Unidos | Raleigh Amphitheater                  |
| 10 de Agosto de 2011    | Charlotte             | Estados Unidos | Time Warner Cable Uptown Amphitheatre |
| 12 de Agosto de 2011    | Uncasville            | Estados Unidos | Mohegan Sun Arena                     |
| 13 de Agosto de 2011    | St-Jean-sur-Richelieu | Canadá         | Hot Air Ballon Festival               |
| 14 de Agosto de 2011    | Toronto               | Canadá         | Molson Amphitheater                   |
| 16 de Agosto de 2011    | Boston                | Estados Unidos | Bank of America Pavilion              |
| 17 de Agosto de 2011    | Filadélfia            | Estados Unidos | Festival Pier at Penns Landing        |
| 20 de Agosto de 2011    | Wantagh               | Estados Unidos | Nikon at Jones Beach Theater          |
| 21 de Agosto de 2011    | Washington            | Estados Unidos | Patriot Center                        |
| 23 de Agosto de 2011    | Indianápolis          | Estados Unidos | Lawn at White River State Park        |
| 24 de Agosto de 2011    | Chicago               | Estados Unidos | Charter One Pavillion                 |
| 26 de Agosto de 2011    | Detroit               | Estados Unidos | DTE Energy Music Theatre              |
| 30 de Agosto de 2011    | St. Paul              | Estados Unidos | Roy Wilkins Auditorium                |
| 31 de Agosto de 2011    | Council Bluffs        | Estados Unidos | Mid America Rec Center                |
| 02 de Setembro de 2011  | Kansas City           | Estados Unidos | Starlight Theatre                     |
| 03 de Setembro de 2011  | Denver                | Estados Unidos | 1st Bank                              |
| 06 de Setembro de 2011  | Calgary               | Canadá         | Scotiabank Saddledome                 |
| 07 de Setembro de 2011  | Edmonton              | Canadá         | Rexall Place                          |
| 09 de Setembro de 2011  | Vancouver             | Canadá         | Rogers Arena                          |
| América do Sul          |                       |                |                                       |
| 28 de Setembro de 2011  | São Paulo             | Brasil         | Via Funchal                           |
| 29 de Setembro de 2011  | Rio de Janeiro [B]    | Brasil         | Cidade Do Rock                        |

Festivais e outros espectáculos diversos
A  Estes concertos fazem parte do festival "Future Music Festival".
B  Este concerto faz parte do Rock In Rio.